# Seleção de Futebol da República Democrática do Congo
A Seleção de Futebol da República Democrática do Congo representa essa nação nas competições de futebol da FIFA. É filiada à FIFA, à CAF e à UNIFFAC.
Na Copa de 1974, quando ainda se chamava Zaire, a R.D. Congo classificou-se pela primeira (e única) vez a um mundial de futebol, tornando-se a terceira seleção africana e a primeira da África Subsaariana a participar do Mundial. Porém, obteve uma estatística desfavorável ao levar a maior goleada daquela Copa: 9-0 para a Iugoslávia. Foi também neste jogo que a seleção protagonizou 2 momentos insólitos: foi a primeira seleção a substituir um goleiro sem estar lesionado: aos 22 minutos do primeiro tempo, já perdendo por 3 a 0, o treinador Blagoja Vidinić tirou Mwamba Kazadi para colocar o reserva Dimbi Tubilandu, que levou outros 6 gols, enquanto o zagueiro Ilunga Mwepu tentou agredir o árbitro colombiano Omar Delgado, mas este expulsou o atacante Mulamba Ndaye, que aceitou a decisão mas deixou o campo sem entender o motivo de ter levado cartão vermelho.
Outra imagem que entrou para o folclore das Copas envolveu novamente Mwepu, na partida contra o Brasil: antes de uma cobrança de falta, o zagueiro chutou a bola para longe e levou cartão amarelo.
Em nível continental, os Leopardos disputaram 19 edições da Copa Africana de Nações, vencendo-a em 1968 e 1974.

## Desempenho em Copas do Mundo
- 1930 a 1970 - Não participou
- 1974 - Primeira fase
- 1978 - Se retirou
- 1982 a 2022 - Não se classificou

## Desempenho em Copas de África
- 1957 a 1963 - Não participou
- 1965 - Primeira fase
- 1968 - Campeão
- 1970 - Primeira fase
- 1972 - Quarto lugar
- 1974 - Campeão
- 1976 - Primeira fase
- 1978 a 1984 - Não participou
- 1986 - Não se classificou
- 1988 - Primeira fase
- 1990 - Não se classificou
- 1992 - Quartos de Finais
- 1994 - Quartos de Finais
- 1996 - Quartos de Finais
- 1998 - Terceiro lugar
- 2000 - Primeira fase
- 2002 - Quartos de Finais
- 2004 - Primeira fase
- 2006 - Quartos de Finais
- 2008 a 2012 - Não se classificou
- 2013 - Primeira fase
- 2015 - Terceiro lugar
- 2017 - Quartos de Finais
- 2019 - Oitavas de final
- 2021 - Não se classificou
- 2023 - Quarto lugar

## Títulos
| CONTINENTAIS | CONTINENTAIS                   | CONTINENTAIS | CONTINENTAIS |
|              | Competição                     | Vezes        | Ano          |
| ------------ | ------------------------------ | ------------ | ------------ |
|              | Campeonato Africano das Nações | 2            | 1968 e 1974  |